# 西杰斐逊 (阿拉巴马州)
西杰斐逊（英語：West Jefferson）是美国阿拉巴马州下属的一座城市。面积约为0.93平方英里（约合2.4平方公里）。根据2010年美国人口普查，该市有人口338人，人口密度为364.62/平方英里（约合140.83/平方公里）。